# Sainte-Marthe, Lot-et-Garonne
Sainte-Marthe är en kommun i departementet Lot-et-Garonne i regionen Nouvelle-Aquitaine i sydvästra Frankrike. Kommunen ligger i kantonen Le Mas-d'Agenais som tillhör arrondissementet Marmande. År 2022 hade Sainte-Marthe 657 invånare.

## Befolkningsutveckling
Antalet invånare i kommunen Sainte-Marthe
| Referens: INSEE |